# Tilburg vasútállomás
Tilburg vasútállomás vasútállomás Hollandiában, Tilburg városában.

## Vasútvonalak
Az állomást az alábbi vasútvonalak érintik:
- Breda–Eindhoven-vasútvonal
- Tilburg–Nijmegen-vasútvonal

## Kapcsolódó állomások
A vasútállomáshoz az alábbi állomások vannak a legközelebb:
- ’s-Hertogenbosch vasútállomás (Nijmegen vasútállomás, Tilburg–Nijmegen-vasútvonal)
- Tilburg Universiteit vasútállomás (Breda vasútállomás, Breda–Eindhoven-vasútvonal)
- Oisterwijk vasútállomás (Eindhoven vasútállomás, Breda–Eindhoven-vasútvonal)